# تاليموجين لاهيرباريبفيك(تي-فيك)
تاليموجين لاهيرباريبفيك( Talimogene laherparepvec ( T-Vec ))، الذي يُباع تحت الإسم التجاري إمليجيك( Imlygic )، هو دواء يستخدم لعلاج سرطان الجلد الذي لا يمكن إجراء عملية جراحية عليه.  على وجه التحديد للورم الميلانيني داخل الجلد و تحته مباشرةً.  و يتم إعطاؤه عن طريق الحقن المباشر في الآفات.  و لم يثبت أنه يؤثر على متوسط العمر المتوقع. 
تشمل الآثار الجانبية الشائعة لهذا العقار على؛التعب و الحمى و الغثيان و الألم في موقع الحقن.  تشمل الآثار الجانبية الأخرى على عدوى الهربس، والتهاب النسيج الخلوي أو موت الجلد في موقع الحقن، والتهاب الأوعية الدموية، و الورم العضلي.  أما استخدامه أثناء الحمل فقد يضر الجنين. إ إضافة إلى ذلك، لا ينبغي أن يوصف للأشخاص الذين يعانون من ضعف شديد في جهاز المناعة.  و هو فيروس هربس معدل وراثيًا ( فيروس محلل للأورام ) يصيب خلايا سرطان الجلد و يتكاثر داخلها، مما يؤدي إلى موتها.  كما أنه يحفز الاستجابة المناعية ضد السرطان. 
تمت الموافقة على تاليموجين لاهيرباريبفيك للاستخدام الطبي في الولايات المتحدة و أوروبا في عام 2015.   في الولايات المتحدة، قد تصل التكلفة إلى 23000 دولار للجرعة الواحدة اعتبارًا من عام 2021.  أما في المملكة المتحدة، يكلف هذا المقدارهيئة الخدمات الصحية الوطنية حوالي 6700 جنيه إسترليني. 